# Amphithera euniphadopa
Amphithera euniphadopa är en fjärilsart som beskrevs av Diakonoff 1955. Amphithera euniphadopa ingår i släktet Amphithera och familjen bronsmalar. Inga underarter finns listade i Catalogue of Life.